# نانبو، توتوری
نانبو، توتوری (به لاتین: Nanbu, Tottori) یک منطقهٔ مسکونی در ژاپن است که در استان توتوری واقع شده‌است. نانبو  ۱۰٬۸۸۸ نفر جمعیت دارد.